# Alicja Sobieraj
Alicja Sobieraj, znana również jako Alicja Sobieraj-Staszewska (ur. 15 sierpnia 1918, zm. 13 września 1987 w Łodzi) – polska aktorka teatralna i filmowa. Występowała m.in. w Teatrze Dolnośląskim w Jeleniej Górze, Teatrze Ziemi Łódzkiej i Teatrze Powszechnym w Łodzi

## Filmografia (wybór)
- 1967: Stawka większa niż życie – gospodyni (odc. 8)
- 1970: Doktor Ewa (odc. 6)
- 1973: Stacja bezsenność
- 1974: Dwoje bliskich obcych ludzi
- 1974: Historia pewnej miłości
- 1974: Ziemia obiecana – służąca Anki
- 1975: W domu – kobieta
- 1975: Ziemia obiecana – Katarzyna, służąca Anki (odc. 3)
- 1975: Daleko od szosy (odc. 1, 4)
- 1977: Pokój z widokiem na morze – człowiek przed wieżowcem
- 1978: Rodzina Połanieckich (odc. 7)
- 1978: Wesela nie będzie – matka Romana
- 1980: Gorączka – wujenka Kiełzy
- 1980: Polonia Restituta – kobieta czytająca wiersz na weselu Franka
- 1981: Jan Serce – Lodzia, salowa w szpitalu (odc. 10)
- 1982: Polonia Restituta – kobieta czytająca wiersz na weselu Franka (odc. 1)